# Полє Чепич
Полє Чепич (хорв. Polje Čepić) — населений пункт у Хорватії, в Істрійській жупанії у складі громади Кршан.

## Населення
Населення за даними перепису 2011 року становило 148 осіб.
Динаміка чисельності населення поселення:

## Клімат
Середня річна температура становить 13,78 °C, середня максимальна – 27,39 °C, а середня мінімальна – -0,60 °C. Середня річна кількість опадів – 1061 мм.
| Клімат поселення                              | Клімат поселення | Клімат поселення | Клімат поселення | Клімат поселення | Клімат поселення | Клімат поселення | Клімат поселення | Клімат поселення | Клімат поселення | Клімат поселення | Клімат поселення | Клімат поселення | Клімат поселення |
| Показник                                      | Січ.             | Лют.             | Бер.             | Квіт.            | Трав.            | Черв.            | Лип.             | Серп.            | Вер.             | Жовт.            | Лист.            | Груд.            |                  |
| Середній максимум, °C                         | 9,81             | 11,10            | 14,17            | 17,41            | 22,37            | 26,54            | 27,39            | 27,00            | 22,48            | 17,77            | 12,74            | 9,39             |                  |
| Середня температура, °C                       | 4,61             | 5,88             | 8,95             | 12,20            | 17,15            | 21,34            | 23,81            | 23,42            | 18,90            | 14,18            | 9,16             | 5,80             |                  |
| Середній мінімум, °C                          | −0,6             | 0,67             | 3,75             | 6,99             | 11,94            | 16,14            | 20,21            | 19,82            | 15,30            | 10,60            | 5,56             | 2,21             |                  |
| Норма опадів, мм                              | 87               | 69               | 75               | 80               | 71               | 82               | 53               | 80               | 102              | 129              | 129              | 104              |                  |
| Середньомісячна швидкість вітру, м/с          | 2.33             | 2.57             | 2.68             | 2.58             | 2.36             | 2.25             | 2.25             | 2.20             | 2.24             | 2.43             | 2.62             | 2.52             |                  |
| Середньомісячна сонячна радіація, кДж/м²·день | 4447             | 7271             | 10632            | 15159            | 19414            | 21082            | 22090            | 19239            | 14097            | 9051             | 4887             | 3729             |                  |
| --------------------------------------------- | ---------------- | ---------------- | ---------------- | ---------------- | ---------------- | ---------------- | ---------------- | ---------------- | ---------------- | ---------------- | ---------------- | ---------------- | ---------------- |
| Джерело:                                      |                  |                  |                  |                  |                  |                  |                  |                  |                  |                  |                  |                  |                  |